# Condiciones de contorno del campo electromagnético
Las condiciones de contorno del campo electromagnético describen el comportamiento de los  campos electromagnéticos —campo eléctrico {\displaystyle \mathbf {E} }, campo magnético (o inducción magnética) {\displaystyle \mathbf {B} }, campo de  desplazamiento eléctrico {\displaystyle \mathbf {D} } e intensidad de campo magnético {\displaystyle \mathbf {H} }— en la interfaz de dos materiales, conforme a las ecuaciones de Maxwell
Las formas diferenciales de estas ecuaciones requieren que haya siempre un entorno abierto alrededor del punto al cual esos campos son estudiados, de otra manera, los campos vectoriales E, D, B y H no son diferenciables. En otras palabras, el medio tiene que ser continuo. Obviamente, en la frontera de dos medios con valores diferentes de permitividad eléctrica y permeabilidad magnética, esta condición no se aplica.
Sin embargo, las condiciones de contorno (o de frontera) para los distintos campos electromagnéticos pueden ser deducidas a partir la forma integral de las ecuaciones de Maxwell.

## Condiciones de frontera los campos eléctricos vectoriales

### Campo eléctrico
{\displaystyle \mathbf {n} _{12}\times (\mathbf {E} _{2}-\mathbf {E} _{1})=\mathbf {0} }

donde {\displaystyle \mathbf {n} _{12}} es el vector normal de superficie que apunta desde el medio 1 hacia el medio 2.
Es decir, la componente tangencial del campo eléctrico E no cambia al cruzar la superficie frontera de los medios.

### Desplazamiento eléctrico
{\displaystyle (\mathbf {D} _{2}-\mathbf {D} _{1})\cdot \mathbf {n} _{12}=\rho _{s}}

donde {\displaystyle \mathbf {n} _{12}} es el vector normal de superficie que apunta desde el medio 1 hacia el medio 2, y {\displaystyle \rho _{s}} es la densidad de carga superficial situada en la frontera entre los medios.
Por tanto la componente normal de D sufre un salto no continuo al cruzar la superficie igual a la densidad de carga superficial en dicho punto de la superficie. Si no hay ninguna carga superficial en la frontera ({\displaystyle \rho _{s}=0}), la componente normal de D es continua, no cambia al cruzar la frontera entre los medios.

## Condiciones de frontera los campos magnéticos vectoriales

### Campo magnético
{\displaystyle (\mathbf {B} _{2}-\mathbf {B} _{1})\cdot \mathbf {n} _{12}=0}

donde {\displaystyle \mathbf {n} _{12}} es el vector normal de superficie que apunta desde el medio 1 hacia el medio 2.
Por lo tanto la componente normal de B es continua, no cambia al cruzar la frontera entre los medios.

### Intensidad del campo magnético
{\displaystyle \mathbf {n} _{12}\times (\mathbf {H} _{2}-\mathbf {H} _{1})=\mathbf {j} _{s}}

dónde {\displaystyle \mathbf {n} _{12}} es el vector normal de superficie que apunta desde el medio 1 hacia el medio 2, y {\displaystyle \mathbf {j} _{s}} es la densidad de corriente de superficie de la frontera entre los dos medios.
Por lo tanto la componente tangencial de H sufre un salto no continuo al cruzar la superficie igual a la densidad de corriente de superficie en dicho punto de la superficie, y es continua al cruzar la frontera de los medios sólo en el caso (muy habitual) en el que no haya una densidad de corriente superficial ({\displaystyle \mathbf {j} _{s}=0}).